# Francesco Ambrosi
Francesco Ambrosi (Borgo Valsugana, 17 novembre 1821 – Trento, 9 aprile 1897) è stato uno storico, etnologo e botanico italiano.

## Biografia
Nato a Borgo Valsugana, al tempo cittadina della Contea principesca di Tirolo, fu avviato dalla famiglia alla pastorizia, studiò da autodidatta, interessandosi alle scienze naturali, alla storia, alla filosofia e, in particolare, alla botanica. La versatilità nell'apprendimento e la varietà delle conoscenze acquisite sono ben testimoniate dall'abbondante produzione pubblicistica che lo contraddistinse.
Fu direttore della Biblioteca e dell'annesso Museo comunale di Trento dal 1864 sino alla sua morte. Si rese promotore di una lunga serie di iniziative: dalla catalogazione distinta per materia all'ordinamento alfabetico dei manoscritti, dall'istituzione di una libera cattedra per l'insegnamento della storia e della letteratura italiane (1869) fino alla pubblicazione del periodico «Archivio storico per l'Istria, Trieste e Trento» (1881). Grazie alla direzione della Biblioteca, e agli studi compiuti, ebbe la possibilità di entrare in contatto epistolare con numerose personalità del panorama scientifico italiano ed internazionale, fra le quali il roveretano Fortunato Vincenzo Zeni, fondatore del Museo civico di Rovereto, e Theodor Mommsen, che aiutò nelle ricerche epigrafiche.
A causa dei suoi sentimenti patriottici e filo-italiani, nel 1881 fu fatto processare, dal governo Austro-ungarico, con l'accusa di aver infranto le leggi sulla stampa, detenendo nella biblioteca un volume censurato dalle autorità di pubblica sicurezza.
Fu socio di diverse istituzioni scientifico-culturali, nazionali ed internazionali, fra le quali la Società Botanica di Francia, l'Accademia Roveretana degli Agiati e la Società degli Alpinisti Tridentini. Si interessò anche di zoologia, scrivendo alcune memorie sugli uccelli e un importante trattato sull'orso del Trentino.

## Opere principali

### Botanica
- Flora del Tirolo meridionale ossia descrizione delle specie fanerogame che crescono spontanee sopra il suolo trentino e nelle terre adjacenti comprese fra la catena delle Alpi Retiche sino ai confini del lombardo-veneto, 2 voll., Sicca, Padova 1854-1857.
- Della caratteristica e definizione del vegetabile, in «Atti della Società italiana di Scienze naturali», vol. V, Barnardoni, Milano 1863, pp. 193-201.
- Cenni per una storia del progresso delle scienze naturali in Italia, tip. Prosperini, Padova 1877.
- Della flora trentina. Note e considerazioni, Tip. Roveretana, Rovereto 1882.
- Le piante crittogamo-vascolari del Trentino, Tip. Roveretana, Rovereto 1887.

### Etnologia
- L'intelligenza degli animali superiori. Esempi e considerazioni, Tip. Herrmanstorfer, Trieste 1877.
- I selvaggi antichi e moderni considerati nei loro rapporti colla civiltà e la religione, Tip. Herrmanstorfer, Trieste 1877.
- La legge del progresso nelle origini del mondo. Con annessa un'appendice sul concetto della natura presso gli antichi, Vallardi, Milano 1864.
- L'uomo e le sue razze. Cenni critico-naturali, Tip. Prosperini, Padova 1891.

### Storia trentina
- Il Medioevo trentino, Tip. Cellini, Firenze 1879.
- La Valsugana descritta al viaggiatore, Tip. Marchetto, Borgo 1880, II ed.
- Sommario della storia trentina dai tempi più antichi sino agli ultimi avvenimenti, Tip. Marchetto, Borgo 1881.
- Trento e il suo circondario. Guida illustrata, Zippel, Trento 1881.
- Commentari della storia trentina, Tip. Roveretana, Rovereto 1887.
- Scrittori ed artisti trentini, 2 voll., Tip. Zippel, Trento 1894.